# Wolff von Gudenberg

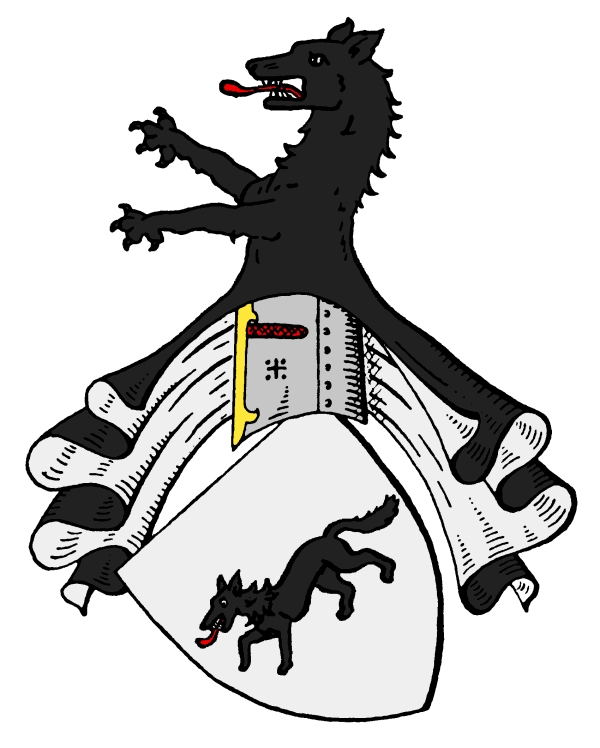
Wappen der Wolff von Gudenberg seit 1272

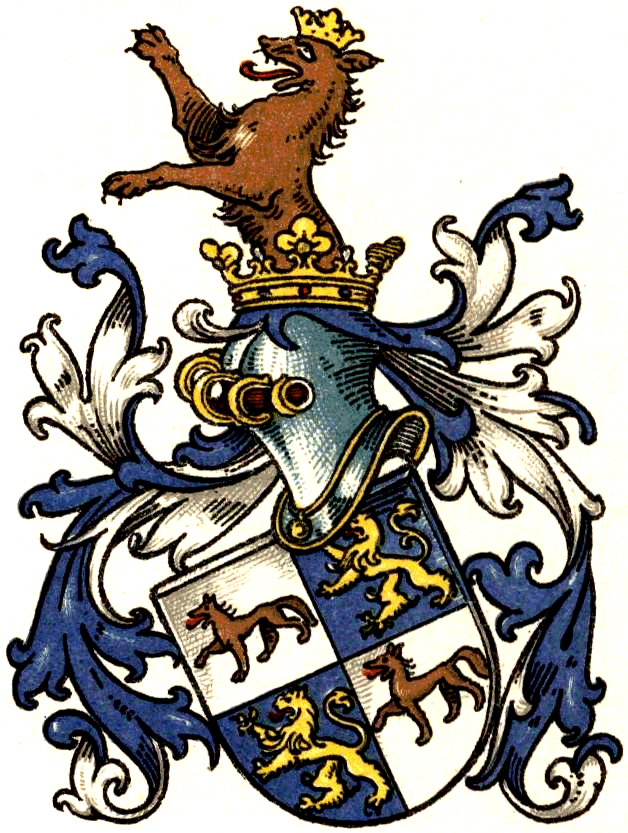
Wappen der Wolff von Gudenberg seit 1479

Wolff von Gudenberg ist der Name eines alten, 1873 in den Freiherrenstand erhobenen hessischen Adelsgeschlechts. Der in Hessen begüterte Teil der Familie ist bis heute bei der Althessischen Ritterschaft immatrikuliert.
Eine Nebenlinie der Wolff von Gudenberg sind seit 1440 die rheinischen Wolff-Metternich.

## Ursprung
Das Geschlecht der Wolff von Gudenberg, in der älteren Literatur häufig auch als die „Wölffe von Gudenberg“ oder auch „Lupi“ (lateinisch: Wölfe) bezeichnet, ist erstmals fassbar im Jahre 1213 mit Arnold I., den man daher als Begründer der Familie ansieht. Der Beiname des Geschlechts bezieht sich auf seinen Stammsitz auf dem Kleinen oder dem Großen Gudenberg bei Zierenberg in Nordhessen. Ob es sich bei dem Geschlecht, wie auch bei den Groppe von Gudenberg, um einen Zweig der ab 1190 bekundeten Herren von Gudenberg handelt, oder ob diese drei Familien lediglich gemeinsam Burgmannen auf einer oder beiden der zwei Burgen auf den beiden Gudenberg-Gipfeln waren und die Namensgleichheit daher rührt, ist nicht erwiesen. Dass die drei Familien in enger Beziehung zueinander standen, geht daraus hervor, dass sie hinsichtlich einer Anzahl mainzischer und ravensbergischer Lehnsgüter eine Ganerbengemeinschaft bildeten.

## Standeserhebung
Die Brüder Otto, Gottlob und Carl Wolff von Gudenberg und ihre Nachkommen erhielten am 10. März 1873 die preußische Genehmigung zur Führung des Freiherrentitels.

## Besitz
Das Geschlecht, Ministeriale bzw. Lehnsmannen der Landgrafen von Hessen, erlangte im Laufe der Zeit Allod-, Lehens- und Pfandbesitz nicht nur im Umfeld der beiden Stammburgen auf dem Gudenberg (die beide spätestens 1272 bereits zerstört waren), sondern insbesondere auch die Herrschaft Itter an der mittleren Eder, die Thile I. Wolff von Gudenberg 1381/1383 größtenteils in seinen Pfandbesitz brachte. Danach nannten sich seine Nachkommen Wolff von Gudenberg zu Itter. Sein Enkel Thile II., hessischer Rat und Amtmann zu Zierenberg, fügte 1479 das ittersche Wappen mit dem Löwen seinem Siegel hinzu.
1542 kündigte ihnen der Graf von Waldeck die Pfandschaft über den mainzisch-waldeckschen Teil der Herrschaft Itter, und 1562 kündigte Landgraf Philipp von Hessen die auf den hessischen Teil. Die Wolff von Gudenberg hatten die Herrschaft ziemlich ausgebeutet, und ihre Einkünfte standen in keinem Verhältnis mehr zur ursprünglichen Pfandsumme. Sie wehrten sich zwar in langen Prozessen vor dem hessischen Hofgericht in Marburg und dem Reichskammergericht in Speyer, mussten aber schließlich nachgeben und zogen sich auf ihre verbliebenen Güter in Höringhausen zurück.
Zu den Burgen und Orten, die einmal ganz oder teilweise im Besitz der Wolff von Gudenberg waren, gehören: Mederich, Meimbressen, Thalitter und die Itterburg, Vöhl, Höringhausen und die dortige Wasserburg, und das Wasserschloss Elmarshausen.

## Wappen
Das Stammwappen zeigt in Silber einen schreitenden schwarzen Wolf. Auf dem Helm mit schwarz-silbernen Decken der Wolf wachsend.
Das Wappen ist seit circa 1479 geviert und zeigt in den Feldern 1 und 4 in Silber einen schreitenden schwarzen Wolf (Stammwappen), in den Feldern 2 und 3 in Blau einen gekrönten goldenen Löwen (Wappen der ausgestorbenen Herren von Itter). Auf dem Helm mit rechts schwarz-silbernen und links blau-goldenen Decken ein wachsender gekrönter schwarzer Wolf. Als Landgraf Wilhelm IV. von Hessen-Kassel sich 1568 endlich mit den Wolff von Gudenberg wegen der Herrschaft Itter geeinigt hatte, wurde in dem dazu am 6. Mai 1568 in Kassel geschlossenen Vergleich von den Wolff von Gudenberg die Weiterführung des Itterischen Wappens ausbedungen und von Landgraf Wilhelm ausdrücklich gestattet.
„Das Wappen der Wolfe von Gudenberg bestand bis zum Ende des 13. Jahrhunderts aus einem sogenannten Maueranker, wie das derer von Rödersen, Helfenbert, Hatzfeld, Breidenbach, Plesse etc. Die Familie von Breidenbach könnte als ein Zweig der Wölfe von Gudenberg angesehen werden, weil sie einen Wolf auf dem Helm führte. Seit dem Anfang des 14. Jahrhunderts aber führten die Wolfe statt der Maueranker einen Wolf und nahmen nach der Erwerbung der Herrschaft Itter circa 1479 noch den Itterschen Löwen hinzu“.
Laut H. J. von Brockhusen tauschten die Wolff von Gudenberg nach 1272 das Wolfseisen in ihrem Wappen gegen den schreitenden schwarzen Wolf. Sowohl das Wolfseisen wie auch der Wolf wiesen als redende Wappenbilder auf die ehemalige Zugehörigkeit zur Burgmannschaft von Wolfhagen hin.

## Nebenlinie Wolff-Metternich
Eine Nebenlinie der Wolff von Gudenberg sind die rheinischen Wolff-Metternich. Diese Linie entstand 1440 durch die Heirat von Gotthard (Goddart) Wolff von Gudenberg zu Itter mit Sibylla von Metternich. Gotthard erwarb damit Anteile an der Herrschaft Metternich bei Euskirchen und nannte sich nunmehr Wolff genannt von Metternich. Der Kaiserliche und Kurfürstlich-kölnische Kämmerer und Hofmarschall Johann Adolf Wolff genannt von Metternich wurde 1637 in den Reichsfreiherrenstand erhoben. 1731 wurde mit dem Freiherrn Franz-Joseph von Wolff-Metternich zur Gracht, Kaiserlichen Kämmerer und Reichshofrat, ein Zweig dieser Linie in den Reichsgrafenstand erhoben.

## Stammliste 1200–1500

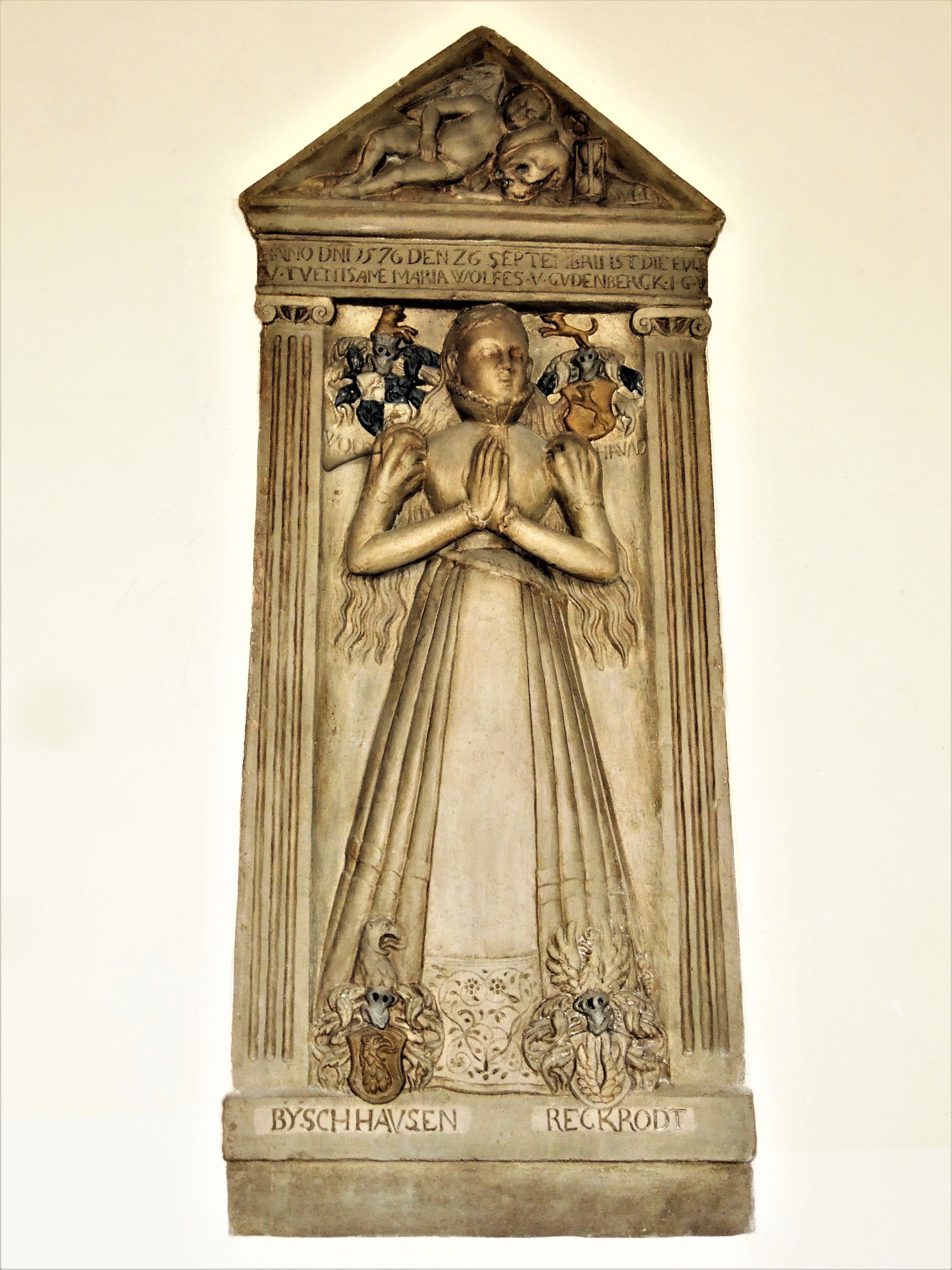
Epitaph in der Dorfkirche von Wichdorf der 1576 beim Kirchgang durch Blitzschlag getöteten Maria Wolff von Gudenberg

Diese Stammliste des Hauses basiert auf der von Georg Landau zusammengestellten und 1839 veröffentlichten Geschlechtstafel für die Zeit von etwa 1200 bis etwa 1500. Die Jahresdaten in Klammern bezeichnen, wenn nicht anders angegeben, die Jahre bzw. Zeitspanne urkundlicher Erwähnung.
1. Arnold (?)
  1. Arnold I. (1213–1248), ⚭ 1) Gertrud, ⚭ 2) Bertha
    1. Theodrich I. (1237–1272), ⚭ Hildegunde
      1. Arnold II (1272)
      2. Theodrich II. (1272)

    2. Eberhard I. (1239–1282), ⚭ Walpurga von Rosdorf
      1. Arnold III. (1272–1313), ⚭ Kunigunde
      2. Ludwig I. (1272–1291)
      3. Eberhard II. (1272–1310)
        1. Eberhard III. (1322–1350)
        2. Arnold IV. (1322–1376), ⚭ Agnes von Brakel
          1. Thile I. (1382, † ca. 1406), ⚭ Jutta von Büren
            1. Wolf I. (1382, † ca. 1459), ⚭ Margarethe von Dernbach
              1. Thile II. (1439–1480), ⚭ Anna von Zufraß († 14. Februar 1509)
                1. Wolf II. (1471–1493), Stifter der Linie zu Meimbressen, die 1671 mit Ernst Moritz erlosch
                2. Arnold VIII. (1472–1519), ⚭ Katharina von Bischoffshausen, seine Linie erlosch mit seinen Enkeln
                3. Johann (1476–1489), keine Nachkommen
                4. Thilo III. (1476–1538), ⚭ Katharina von Löwenstein, Stifter der Linie in Höringhausen
                  1. Christoph, ⚭ Margarete von Boyneburg

                5. Georg (1476–1533), ⚭ N.N. von Hanxleden. seine Linie erlosch 1583 mit seinen Söhnen
                6. Elisabeth, ⚭ Rudolph Voigt

              2. Arnold VII. (1439)

            2. Arnold VI./Arndt (1388, † ca. 1459)
              1. Wilhelm (1429)[11]
                1. Gotthard Wolff gen. Metternich[12]

            3. Lessa ⚭ Stephan von der Malsburg
            4. Jutta ⚭ Friedrich von Padberg

          2. Arnold V. († 1398), Abt zu Hasungen, dann Abt zu Corvey

        3. Ludwig II. (1322–1350)

      4. Konrad (1272)
      5. Theodrich III. (1272–1291)

  2. N.N. (1213)

## Bekannte Mitglieder der Familie
- Thile I. Wolff von Gudenberg († 1404/06), hessischer Adeliger und Amtmann
- Thile II. Wolff von Gudenberg zu Itter († um 1480), hessischer Adeliger und Amtmann
- Hermann Wolff von Gudenberg, Landrat des Kreises Hünfeld (1851–1863) und im Landkreis Schlüchtern (1863–1880)[13]
- Georg Wilhelm Wolff von Gudenberg († 1726), Dompropst in Münster (1722–1726)
- Erich Wolff von Gudenberg, Pseudonym Erich Anders (1883–1955 Hamburg), deutscher Musiker und Komponist
- Gottlob Wolff von Gudenberg (1813–1890), deutscher Richter und Parlamentarier